# Réseau Action-Tortue Foccart
Le Réseau Action-Tortue Foccart, fut créé en 1943 par Jacques Foccart. Ce réseau fait partie du Réseau Action Plan Tortue avec un PC à Rânes dans l'Orne et un centre de liaison à Ambrières-les-Vallées en Mayenne

## Histoire
À partie de 1942, plusieurs jeunes dont Clément Letissier, 21 ans, de Couesmes-en-Froulay, se cachent pour échapper au STO. Le camouflage de prisonniers de toutes nationalités devient alors fréquent.
En août 1943, Foccart fédère son propre réseau de résistance pour le compte du BCRA à la suite de contacts avec Noël Palaud, adjoint d'André Rondenay, responsable national du Plan Tortue. 
Le réseau opère à Rânes, au bois de Brulevin et possède une antenne de liaison à Ambrières. Le réseau reste indépendant, et refuse tout attachement départemental aux réseaux de l'Orne ou de la Mayenne. Le but est de former des équipes prêtes à attaquer les Allemands dès le Débarquement. Initialement, Foccart est chargé de la responsabilité du sous Secteur Armée secrète de Rânes. Sans en référer à ses chefs directs, il est entré en contact avec le Plan Tortue afin d'y jouer un rôle toujours demeuré pour André Mazeline assez mystérieux.
Le groupe fonctionne avec celui de Joseph Brochard à Mayenne.
En décembre 1943, une forteresse volante pilotée par un équipage américain fait un atterrissage de fortune aux Loges à Ambrières. Le réseau local de résistance fonctionna avec l'aide de Casimir Robillard. Deux aviateurs sont hébergés à Ecoincé à Saint-Mars-sur-Colmont chez M. Crétois. Les autres aviateurs séjournent deux jours chez les Letissier à la Mare à Couesmes, puis sont dirigés vers la Suisse avec l'aide de Casimir Chevrier.
Foccart va gravir tous les échelons : sous-officier en janvier 1944, sous-lieutenant en février, capitaine en août, commandant en septembre, lieutenant-colonel en novembre 1944.

## Organisation
Foccart rejoint en 1943 les services secrets de la France Libre à Londres (c'est-à-dire le Bureau central de renseignements et d'action (BCRA)) où il est enregistré sous le nom de Binot. 
Les actions de Foccart et de son groupe se sont déroulées entre janvier et la fin d'août 1944. Avant le débarquement, la tâche est d'organiser les parachutages d'armes, à cacher les aviateurs, à apprendre le maniement des armes, la pose des mines, à ravitailler les groupes. Foccart est alors, pour mener à bien ce travail, secondé par Roger Leguerney, le contremaître de son entreprise forestière qui fait office de recruteur.
Foccart organise son réseau :
- le groupe de Rânes, dirigé par André Guillouard, Binot 8
- le groupe d'Ambrières-Cigné, dirigé par Guillaume Pollet, puis Edmond Bain ;
- le groupe de Couesmes-en-Froulay dirigé par Clément Letissier[1] ;
- le groupe d'Ecouché, dirigé par le docteur Pasquier et Marcel Dionot ;
- le groupe de Joué-du-Plain, dirigé par Jacques Bachelier ;
- le groupe de Putanges-Giel-Habloville, dirigé par Pierre Lemasson.

Un herbage de la ferme de Brûlevain appartenant au père de Guillouard situé au sud du bois de Rânes sert aux parachutages. Ce terrain devient Levite pour Londres. Deux tonnes d'armes sont parachutées au mois de janvier 1944. Au début de l'année 1944, la famille Letissier accepte d'abriter un important dépôt d'armes : deux tonnes d'armement et explosifs qui était destiné au débarquement. Les armes sont essaimées dans la région, par exemple à Almire Viel. 
La lutte armée devient plus vive, et les résistants d'Ambrières, MM. Duchesne, père et fils, Champin, Faris, Le Hec, etc prennent de plus en plus de risques.
Dans la nuit du 7 au 8 avril, 15 containers et colis sont réceptionnés. Un rapport sur le Plan Tortue montre que quatre mois avant le déclenchement de l'opération, que Foccart a effectué du bon travail : La majeure partie de ses cadres sont en place. Une inspection aux environs du 15 avril permettra de faire le point sur l'organisation, les ressources en matériel, et de se faire une idée sur la valeur des chefs.
En avril 1944, lorsque Paul Grenier est nommé chef national du réseau Action Plan Tortue, il confie la direction du bloc Sud au commandant Régis des Plas. Des Plas prend alors comme adjoint, Jacques Foccart.
Le nombre d'équipes Tortue est en avril-mai 1944 notoirement insuffisant. Des Plas et Foccart multiplient alors les contacts avec des représentants de l'Organisation civile et militaire pour se renforcer. Trois terrains de parachutage spécifiquement attribués au Plan Tortue permettent d'équiper les groupes en armement. En complément, les groupes aident les réfractaires du STO, ou assurent des opérations spécifiques comme le camouflage de Charles Moore.

## Chute du réseau
Le 27 avril 1944, Foccart franchit sous les balles un barrage de la Feldgendarmerie dans l'Orne au cours d'un transport nocturne d'armes. Son adjoint, Roger Leguerney le protège de son corps. Touché à la colonne vertébrale, il est transporté par Foccart et le docteur Pasquier d'Ecouché à la clinique de docteur Couineau à Argentan. Il est retrouvé par la Gestapo et interrogé. Il meurt après une dizaine de jours d'agonie le 5 mai 1944 à Argentan.
Du 10 au 30 mai, le réseau Action Tortue de Foccart est frappé par des arrestations et des déportations. Un Français Jean Petit, à la solde du Gestapo, sous le code Monsieur d'Abreval, ayant infiltré le réseau est à l'origine des dénonciations.
Dans la nuit du 9 au 10 mai, Jacques Vasseur et dix agents de la Gestapo d'Angers procèdent à 23 arrestations sur le groupe d'Ambrières, et de Couesmes-en-Froulay. Après une rafle à Ambrières, ils arrivent à la ferme de la Mare à 4 h du matin. Encerclée, la famille Letissier ne peut résister, malgré une tentative de Jacques Foccart, qui est contraint de prendre la fuite. Le dépôt d'armes est découvert. L'ensemble de la famille Letissier est questionnée sur place. Plusieurs autres résistants amboreverains sont aussi amenés : MM. Duchesne, père et fils, Champin, Guillaume Pollet, Gabriel Gallienne. Après des interrogatoires musclés, tout le monde est conduit pour de nouveaux supplices à la mairie d'Ambrières. Au même moment, la ferme subit un pillage en règle des Allemands. Tous les membres de la famille sont emmenés : François Letissier et son épouse Louise, les deux fils Roger et Clément, leur fille Solange et son fiancé Pierre Lemière. Ils ont survécu à la déportation.
À partir du 12 mai, la Gestapo procède ensuite à des arrestations sur le groupe d'Ecouché, et de Ranes. Ceci s'amplifie sur le reste du Réseau Plan Tortue de la Zone Centre et les autres organisations liées. Le 22 mai, les Allemands arrêtent à Flers le commandant Régis des Plas Sylvain, qui avait rendez-vous avec son adjoint Foccart. Trois dépôts d'armes sont découverts. 
Foccart échappe de peu aux Allemands et se réfugie à Paris en compagnie d'Henri Tournet. Par la suite, Foccart prend contact Paul Grenier qui a succédé à Noël Palaud, dont le PC est à La Ferté-Macé. Le 29 mai 1944, une réunion rassemble entre autres des responsables Sarthois mais également Jacques Foccart, le général Allard, et Étienne de Raulin, responsable de la Mayenne. Les débats mettent l'accent sur la pénurie d'armes provoquée par la capture des dépôts et la nécessité de contacter les maquis formés en Mayenne, dotés en armement par les Britanniques.

## Le débarquement
À partir de juin et juillet 1944, le réseau Foccart mène des opérations de harcèlement de l'ennemi. Foccart revient avec deux instructeurs envoyés de Londres par le Special Operations Executive : 
- Sidéral (Yves Lebigre, dit Yves Le Fur), qui prend le commandement du groupe le 6 juin.
- Différentiel (Claude Geisenberger, dit Claude Giraud').

À partir du 6 juin, le jour du débarquement, les armes sont distribuées dans la bois de Brûlevain. Le groupe passe à l'action, et se bat avec acharnement et courage pour retarder les divisions L et Das Reich, et détruire de nombreux camions, citernes à essence, ou autres véhicules. C'est aussi le temps des règlements de comptes, le 16 juin, le cadavre d'Emile Buffon est découvert.
Le réseau participe au camouflage d'aviateurs américains qui sont conduits vers les lignes américaines. Jacques Foccart est de tous les gros coups, et y montre un courage qui frise l'inconscience.
La Gestapo, emmenée par Bernard Jardin et Roger Neveu, le traque. Foccart est de nouveau recherché, et se réfugie en Mayenne, pendant que la répression s'abat dans le secteur de Rânes, et de Joué-du-Plain. Plusieurs membres de son réseau tombent : le 17 juillet, Pierre Hamon est arrêté et déporté, six résistants sont arrêtés autour de Rânes.
Dans la nuit du 27 au 28 juillet 1944, un parachutage a lieu à Brûlevain sur Levite. Le dernier se déroule dans la nuit du 10 au 11 août. Le 15 août, une bataille terrible oppose les Américains aux Allemands, où le Réseau Action-Tortue Foccartfont force d'appoint, en renseignant les G.I.'s.
Entre la mi-juillet et le 25 août, Foccart et Henri Tournet servent sous l'uniforme américain dans le 18e régiment d'infanterie de la Première Armée Américaine. Foccart fait cependant de constants aller et retour, avec ses groupes, entre l'Orne, la Mayenne et la Sarthe, dans le cadre du Plan Tortue. Il reste en contact avec le commandant Jean-François Clouët des Pesruches, délégué militaire régional pour les Pays de Loire, l'Anjou et la Normandie.
Le 3 août à La Flèche, Jean-François Clouët des Pesruches cite Foccart à l'ordre de la division et pour le compte du général Koenig avec attribution de la Croix de Guerre avec étoile d'argent, et de la médaille de la Résistance. Trois semaines après, Foccart prend la succession de Clouet comme délégué militaire régional.
Le matin du 13 août, en tête de la colonne américaine, Foccart et ses hommes déminent la voie d'accès à Chantrigné. À la fin de la journée, ils se retrouvent encerclés avec un petit groupe américain à La Chapelle Moche par les Allemands. Le groupe se bat toute la nuit avec une énergie qui force l'admiration des Américains. Foccart réclame au commandement allié l'honneur de marcher en tête de la colonne de chaque ville ou village libéré.

## La Libération
Le 15 août 1944, lors de la libération de Rânes, les hommes de Foccart veillent et prennent le contrôle de la bourgade. Certains indique Pierre Péan la terrorisent, avançant des accusations invérifiables. Une liste de 27 collaborateurs locaux auraient alors circulé. Des règlements de comptent semblent avoir eu lieu.
Le 22 août 1944, Foccart, qui se trouvait à Ambrières avec le CIC Detachment Tactical Reserve Team no 2, First US Army rencontre à Laval pour la première fois, général de Gaulle à la préfecture.

## Règlements de compte
Une quinzaine de jours après la libération de Rânes, René Buffon et son père Georges Buffon, jouent le rôle d'épurateur. Ils arrêtent le coiffeur-hôtelier de Rânes Maurice Buhin, et le conduisent à la gendarmerie. Durant les 3 jours où il est enfermé, il est interrogé par Foccart, qui lui reproche sa prétendue collaboration, et de l'avoir gêné dans son commerce avec l'Organisation Todt. Cet évènement semble lié à l'affaire François Van Aerden, qui est enlevé et exécuté le 1er septembre 1944. Buhin est libéré peu après. À Couterne, le 15 septembre 1944, la gendarmerie établit un rapport sur un homicide par imprudence commis par Foccart sur Lhermitte, marchand d'autos et de cycles.
Pierre Péan indique que d'une manière générale, les archives judiciaires et policières relatives aux activités des résistants de l'Orne comportent d'énormes lacunes. Jean Vigile, représentant pour l'Orne du Comité d'histoire de la Seconde Guerre mondiale fait état d'un pillage des dossiers qui, de près ou de loin, ont trait à Foccart, ou à l'activité de son groupe.
À la Libération, Foccart et Tournet traquent à leur tour Bernard Jardin sans succès.

## Mazeline et Foccart
Foccart se fera homologuer à la Libération comme responsable du Plan Tortue pour le département de l'Orne. Responsable de la résistance dans la région de Rânes et Écouché, il entretient des relations très difficiles avec le commandant André Mazeline, chef départemental des FFI de l'Orne, et à ce titre chargé à ce niveau du plan Tortue. Ce dernier qualifie l'action de Foccart de fantomatique dans Clandestinité. Les ordres de mission établis pendant cette période par le BCRA établissent cependant la réalité de son action. Foccart mène une activité autonome et ne participera nullement aux actions préparatoires des FFI de l'Orne. La seule rencontre attestée par Mazeline se situe le 9 juin 1944, où les agents de Foccart, sont reçus par André Desmeulles et Mazeline au Maquis de Francheville. Ils déclarèrent que l'heure de l'action immédiate n'avait pas encore sonné pour eux et que les groupes anti-panzer « BINEAU » n'étaient pas encore entrés à cette date dans une phase active de combat.

## Sources
- André Mazeline, Clandestinité : La Résistance dans le département de l'Orne, Première édition: La Ferté-Macé, 1947 ; Réédition: Tirésias, 1994.
- Pierre Péan, L'Homme de l'ombre, 1990.